# Comuna de Stupsk
Stupsk (polaco: Gmina Stupsk) é uma gminy (comuna) na Polónia, na voivodia de Mazóvia e no condado de Mławski. A sede do condado é a cidade de Stupsk.
De acordo com os censos de 2004, a comuna tem 5063 habitantes, com uma densidade 42,9 hab/km².

## Área
Estende-se por uma área de 118,04 km², incluindo:
- área agrícola: 82%
- área florestal: 13%

## Demografia
Dados de 30 de Junho 2004:
|                      | Total   | Total | Mulheres | Mulheres | Homens  | Homens |
| -------------------- | ------- | ----- | -------- | -------- | ------- | ------ |
|                      | pessoas | %     | pessoas  | %        | pessoas | %      |
| População            | 5063    | 100   | 2526     | 49,9     | 2537    | 50,1   |
| Densidade (pop./km²) | 42,9    | 100   | 21,4     | 21,4     | 21,5    | 21,5   |

De acordo com dados de 2002, o rendimento médio per capita ascendia a 1240,16 zł.

## Comunas vizinhas
- Grudusk, Regimin, Strzegowo, Szydłowo, Wiśniewo